# Antonius Heistermann
Antonius Heistermann (auch Anton Heistermann oder Anton Heistermannus; * 1538 oder 1539 in Brakel; † 12. September 1568 in Marburg) war ein deutscher Rechtswissenschaftler, Richter und Hochschullehrer. 

## Leben
Heistermanns Ausbildung ist unbekannt. Er schloss das Studium der Rechtswissenschaft mit der Promotion zum Doktor der Rechte ab. Bekannt ist, dass er am 8. Mai 1564 seine Antrittsvorlesung an der Universität Marburg als Professor der Rechte hielt. Am 1. November 1567 wurde er von Landgraf Ludwig dem Älteren von Hessen-Marburg zum Diener von Haus aus bestellt. Im selben Jahr wurde er Mitglied des Samtrevisions- respektive Oberappellationsgerichts in Kassel und zugleich erster Professor der Juristischen Fakultät.
Heistermann war in den Jahren 1567 und 1568 zunächst Vizerektor und anschließend Rektor der Marburger Universität. Er verstarb im Amt.

## Schrift
- Consilium de jure principis in suo principatu, 1568.